# موسی ان‌دیایه
موسی اِن‌دیایه (انگلیسی: Moussa N'Diaye؛ زادهٔ ۲۰ فوریهٔ ۱۹۷۹) بازیکن فوتبال اهل سنگال است.
وی در تیم ملی فوتبال سنگال بازی کرده‌است.